# Respiración artificial (novela)
Respiración artificial es una novela del escritor argentino Ricardo Piglia, publicada en 1980 por la editorial argentina Pomaire. La obra, elogiada por la crítica, ha sido objeto de varios estudios.

## Trama
La cita de T.S. Eliot que sirve de epígrafe -“We had the experience but missed the meaning, an approach to the meaning restores the experience” (Teníamos la experiencia pero perdimos su sentido, acercarse al sentido restaura la experiencia)- es la clave para entender la novela. En una contracarátula del libro se dice: "Concebida como un sistema de citas, referencias culturales, alusiones, plagios, parodias y pastiches, la novela de Piglia no sólo es la puesta en escena del viejo sueño de Walter Benjamin ("producir una obra que consistiera únicamente en citas"); también es una moderna y sutil versión de las novelas policiacas". 
La primera parte de la novela, esencialmente epistolar, desarrolla una enigmática trama basada en cuatro personajes de diferentes generaciones -un tío, Marcelo Maggi, y su sobrino, el joven escritor Emilio Renzi, el suegro del tío y el abuelo del suegro-, y sus relaciones con la vida política argentina desde mediados del siglo XIX hasta los años setenta del XX. El hilo que los une son los escritos del bisabuelo, un exiliado sifilítico que se suicidó, y que fueron conservados por la familia. 
La segunda parte, la más atractiva para los críticos, desarrolla teorías literarias a través de las conversaciones entre dos personajes y Renzi derrocha en ella cultura y erudición.
Nótese que el nombre del joven escritor, Emilio Renzi, está compuesto por el segundo nombre de Piglia y su segundo apellido.